# Výbor pro veřejné blaho

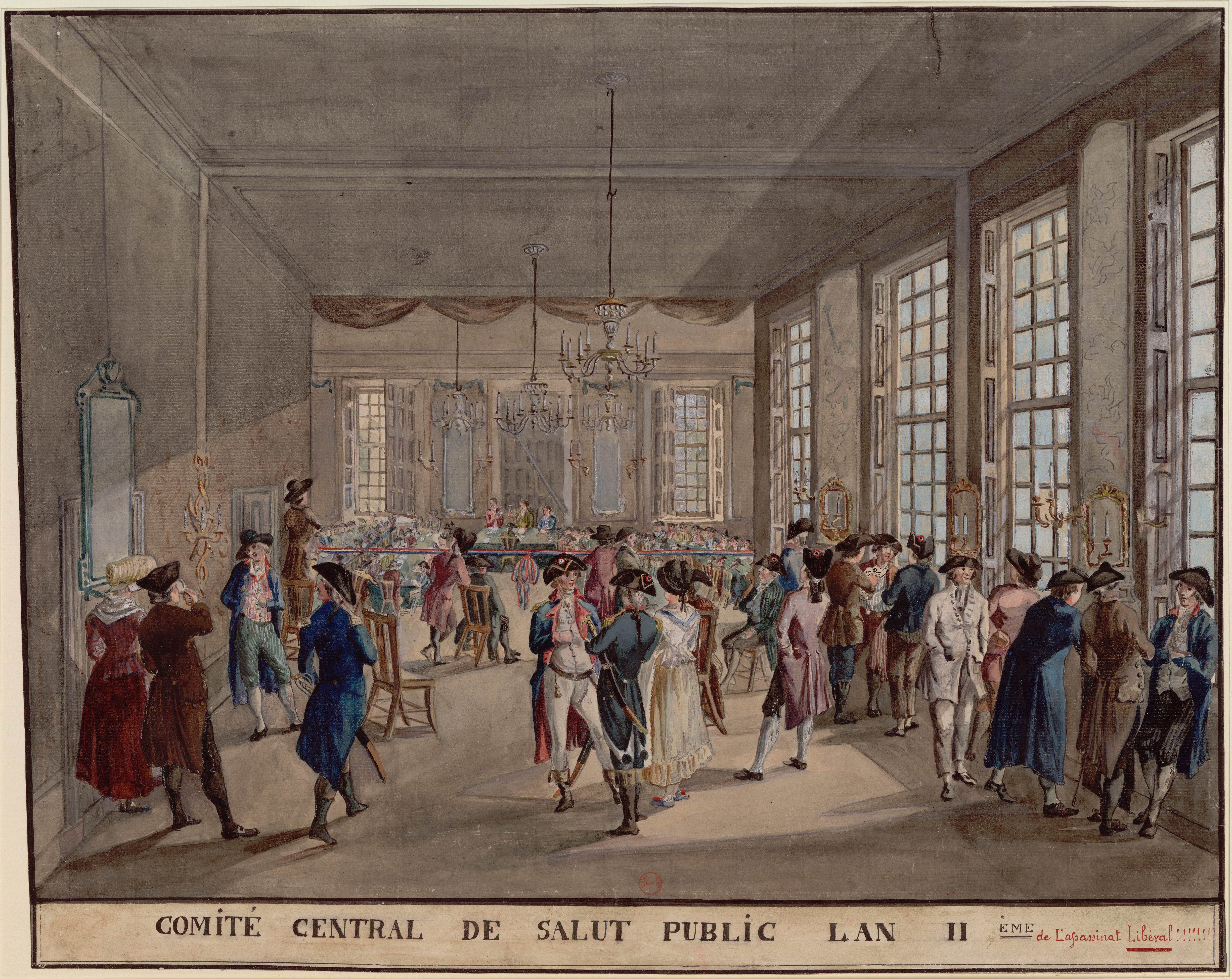

Výbor pro veřejné blaho (častěji překládaný jako Výbor veřejného blaha, fr. Comité de salut public), vzniklý 6. dubna 1793, představoval pravděpodobně nejmocnější z řady výborů (komitétů) ustanovených francouzským Národním konventem, které v mnoha ohledech suplovaly exekutivní složku moci. Na rozdíl od ostatních výborů (na příklad Výboru pro všeobecnou bezpečnost nebo Finančního výboru) neměl jednoznačně stanovené pole působnosti, věnoval se tak zároveň ekonomické, zahraniční, kulturní i bezpečnostní politice a sehrál klíčovou roli ve stabilizaci vnitropolitické situace a obraně republiky před invazí zahraničních mocností v letech 1793-1794. 

## Členové
Složení dvanáctičlenného výboru se opakovaně měnilo, v nejznámějším období své působnosti - mezi 5. zářím 1793 a 28. červencem 1794 – však zůstalo relativně stabilní, přestože jeho členové museli být každý měsíc znovu voleni Konventem. Jeho nejznámějším (nikoli však nutně nejmocnějším) členem v tomto období byl Maximilien Robespierre, který v něm ale neměl žádné výjimečné pravomoci a reprezentoval pouze jeden z jeho proudů vedle svých technokratičtěji (Carnot či Lindet) či radikálněji (Collot d'Herbois a Billaude-Varenne) orientovaných kolegů. Rozhodnutí Výboru byla přijímána většinovým hlasováním. Pravomoci Výboru byly výrazně posíleny zákonem z 14 frimairu roku II (4. prosince 1793), který mu poskytoval alespoň teoreticky kontrolu nad řízením armády a reprezentanty na misi v regionech. Nejvýznamnější rozhodnutí Výboru a zejména návrhy zákonů ovšem i nadále podléhaly hlasování v Konventu. Část těchto mimořádných pravomocí byla Výboru odňata po Thermidorském převratu v červenci roku 1794, v obměněné personální sestavě však fungoval až do konce Národního Konventu 26. října 1795 a ustavení Direktoria. 

## Činnost
Období působnosti Výboru pro veřejné blaho patří mezi nejkontroverznější momenty Francouzské revoluce. Bylo charakterizováno zahraniční invazí a násilnými střety mezi revolučními frakcemi, které se mnohdy projevovaly i v samotném Výboru. Tomu se na jednu stranu podařilo odrazit invazi, potlačit protirevoluční povstání v zemi, dočasně stabilizovat politickou a ekonomickou situaci a připravit řadu sociálních reforem. Zároveň měl ale spolu s Výborem pro všeobecnou bezpečnost významný podíl na represivních zákonech i popravách výrazných politiků obviněných z kontrarevoluční činnosti, někdy označovaných za revoluční teror. 

## Složení komise a její reformace
Komise se oficiálně skládala z dvanácti členů, přičemž všechny vybíral Národní konvent na dobu neurčitou. První členové byli jmenováni v 6. dubna 1793. Robespierre dominoval v první komisi už od svého zvolení.
- Bertrand Barère de Vieuzac, zástupce z Hautes-Pyrénées
- Jean-François Delmas, zástupce z Haute-Garonne
- Jean-Jacques Bréard, zástupce z Charente-Inférieure
- Pierre-Joseph Cambon, zástupce z Héraultu
- Georges Danton, zástupce z Paříže
- Jean-Antoine Debry, zástupce z Aisne, později nahrazen Robertem Lindetem, zástupcem z Eure (rezignace)
- Louis-Bernard Guyton-Morveau, zástupce z Côte-d'Or
- Jean-Baptiste Treilhard, zástupce z Seine-et-Oise
- Jean-François Delacroix, zástupce z Eure-et-Loir

Dne 10. července byla komise reorganizována a přejmenována na Velkou komisi pro veřejné blaho. Původní členové byli v podstatě znovuzvoleni a komise obdržela neobyčejnou moc. Stále však byla pod kontrolou Robespierra.
- Maximilien Robespierre, zástupce z Paříže
- Bertrand Barère de Vieuzac, zástupce z Hautes-Pyrénées
- Jean-Baptiste Robert Lindet, zástupce z Eure
- André Jeanbon Saint André, zástupce z Lotu
- Georges Couthon, zástupce z Puy-de-Dôme
- Marie-Jean Hérault de Séchelles, zástupce z Seine-et-Oise
- Pierre-Louis Prieur, zástupce z Marne
- Louis Antoine Léon de Saint-Just, zástupce z Aisne
- Lazare Nicolas Marguerite Carnot, zástupce z Pas-de-Calais
- Claude-Antoine Prieur-Duvernois, zástupce z Côte-d'Or
- Jacques Nicolas Billaud-Varenne, zástupce z Paříže
- Jean-Marie Collot d'Herbois, zástupce z Paříže

Komise ztratila svou moc po Thermidorském převratu 27. července 1794, což účinně ukončilo vládu teroru a v podstatě i diktátorství Robespierrovo, který v předcházejících měsících a letech získal, po popravě Dantona a Héberta na jaře 1794, téměř nekontrolovatelnou moc. Robespierre byl gilotinován následujícího dne po pádu komise spolu s ostatními jejími členy. Formálně byla komise nahrazena ústavou z roku 1795, která zároveň ukončila vládu Národního konventu držícího se u moci od vyhlášení republiky v roce 1792.

## Činnost
- prosazení zákona o maximální ceně obilí
- posílení armády (Francie měla v té době 1 500 000 vojáků)
- válečná diktatura
- potlačení kontrarevoluce a odporu
- potlačení kultu Rozumu a radikální dechristianizace[1]
- rozšíření pravomocí revolučního tribunálu a s tím spojené zákony
- přes 40 000 popravených
- nedostatek obilí v důsledku zákona o jeho ceně